# Hiroshi Udagawa
Hiroshi Udagawa (宇田川 洋, Udagawa Hiroshi, né en 1944) est un archéologue et anthropologue japonais. Professeur émérite à l'université de Tokyo depuis 1994, il est expert des Aïnous et de l'archéologie du nord de la Sibérie. Essentiellement engagé dans la recherche archéologique sur la période Jōmon, il fait autorité en ce qui concerne la culture d'Okhotsk et la culture Satsumon. Il est l'auteur d'un certain nombre d'ouvrages consacrés à l'archéologie aïnoue, dont un livre paru en 1986 sur l'instrument musical tonkori des Aïnous en collaboration avec Eijiro Kanaya. Bien que professeur à l'Université de Tokyo, il a passé la majorité de sa carrière au centre de formation d'études culturelles de la mer du Nord dans la ville de Tokoro en Hokkaidō.